# Château de Roussan
 (mars 2018).
Si vous disposez d'ouvrages ou d'articles de référence ou si vous connaissez des sites web de qualité traitant du thème abordé ici, merci de compléter l'article en donnant les références utiles à sa vérifiabilité et en les liant à la section « Notes et références ».
Le château de Roussan est situé sur la commune de Saint-Rémy-de-Provence, sur la route de Tarascon, dans les Bouches-du-Rhône en France.

## Description
Cette bastide provençale est constituée d'une partie centrale du XVIIIe siècle, une seconde partie abritant notamment la bibliothèque a été accolée au XIXe siècle. Un parc avec une serre et un bassin entoure le château.

## Historique
Le premier maître que retient l’histoire fut, dans la deuxième moitié du XVIe siècle, le capitaine chevalier Bertrand de Nostredame, frère de Nostradamus. Doté d’une ferme, d’un pigeonnier, de bâtiments d’habitation, le « Mas de Roussan », a été ceint d’un mur de clôture afin de le protéger en cette période troublée des guerres de religion.
Le 16 janvier 1608, le château de Roussan a été confié à Melchior Jacques de Joannis de Nochère, le cousin du petit-fils de Bertrand de Nostredame. Diane de Joannis de Roussan a ensuite hérité du château.
En 1701, le château de Roussan fut acheté par Jean Antoine Servan, Tarasconnais qui légua le château à son neveu Antoine.
En 1848, la famille Bouchaud de Bussy devint propriétaire du château de Roussan et apporta de nombreux embellissements jusqu’en 1887, où la famille Roussel en fit l'acquisition.
Cette propriété a été inscrite au titre des monuments historiques le 11 octobre 1993, et est aujourd’hui un hôtel.